# Maarten Ducrot
Martinus Antonius „Maarten” Ducrot (ur. 8 kwietnia 1958 w Vlissingen) – holenderski kolarz szosowy, złoty medalista mistrzostw świata.

## Kariera
Największy sukces w karierze Maarten Ducrot osiągnął w 1982 roku, kiedy wspólnie z Fritsem van Bindsbergenem, Gerritem Solleveldem i Gerardem Schipperem zdobył złoty medal w drużynowej jeździe na czas na mistrzostwach świata w Goodwood. Był to jednak jedyny medal wywalczony przez niego na międzynarodowej imprezie tej rangi. W 1984 roku wystartował na igrzyskach olimpijskich w Los Angeles, gdzie wraz z kolegami zajął czwartą pozycję w tej samej konkurencji. Ponadto w 1983 roku był trzeci w Tour de l’Avenir, rok później drugi w Étoile des Espoirs, a w 1988 roku zajął trzecie miejsce w Vuelta a Andalucía. Kilkakrotnie startował w Tour de France, najlepszy wynik osiągając w 1989 roku, kiedy zajął 39. miejsce w klasyfikacji generalnej. Zajął też między innymi 98. miejsce w Giro d’Italia w 1990 roku oraz 113. miejsce w Vuelta a España rok później. W 1989 roku zdobył brązowy medal mistrzostw w wyścigu ze startu wspólnego. W 1991 roku zakończył karierę.